# Осове (Миргородський район)
Осове́ — село в Україні, у Миргородській міській громаді Миргородського району Полтавської області. Населення становить 76 осіб. Колишній орган місцевого самоврядування — Слобідська сільська рада.

## Географія
Село Осове знаходиться на лівому березі річки Сага, нижче за течією на відстані 0,5 км розташоване село Ємці, на протилежному березі — село Носенки. Відстань до райцентру становить близько 25 км і проходить автошляхом місцевого значення. По селу протікає пересихаючий струмок з загатою.

## Пам'ятки
Неподалік від села розташований заказник місцевого значення Осове.